# Codex Abrogans

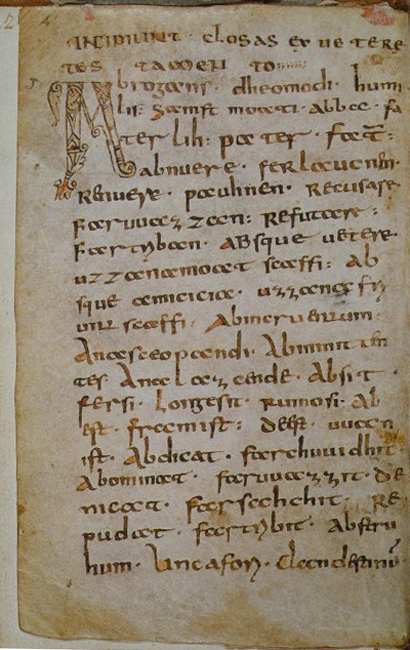
Primeira página do Códice Abrogans.

O Códice Abrogans ou Abrogans (St. Gallen, Stiftsbibliothek, Cod. 911), é um dicionário de sinônimos (ou glossário, ou lista de palavras) manuscrito, com transcrições do latim para o alto alemão antigo, datado do século VIII (765–775). É considerado o mais antigo livro escrito em alto alemão antigo. Várias cópias foram feitas, mas apenas uma sobreviveu até a atualidade, a que está na biblioteca de São Galo.
O nome vem da primeira entrada: abrogans = dheomodi ("modesto, humilde"). Contém cerca de 3.670 termos em alto alemão, e cerca de 14.600 exemplos. A obra já foi atribuída ao prelado austríaco Arbeo de Frisinga (†783 ou 784), o primeiro autor em língua alemã cujo nome é conhecido, e ainda ao monge beneditino Kero.